# Cephaloleia nigricornis
Cephaloleia nigricornis là một loài bọ cánh cứng trong họ Chrysomelidae. Loài này được Fabricius miêu tả khoa học năm 1792.